# Isabel Dorado Liñán
Isabel Dorado Liñán es una investigadora española y Doctora en Ecología.

## Trayectoria
Isabel Dorado se licenció en Biología, especializándose en biología ambiental por la Universidad de Alicante. En esta universidad inició su tesis doctoral, en el Departamento de Ecología, centrada en el estudio de los anillos de los árboles. Estudió la actividad cambiante en una especie de pino de diferentes lugares y con diferentes categorías de edad, para comprender mejor la influencia del clima y el envejecimiento en la formación de la madera.
Durante la realización de su tesis doctoral adquirió importantes conocimientos para comprender cómo los factores ecológicos y climatológicos influyen en la formación de la madera en los árboles de las zonas mediterráneas. Basándose en esto, se interesó especialmente en abordar tanto las limitaciones ecológicas del crecimiento de los árboles debido al calentamiento global, como en algunos problemas conocidos asociados al desarrollo de las reconstrucciones climáticas derivadas de los anillos de los árboles en las regiones mediterráneas. Estos dos temas fueron tratados en su tesis tras la que reafirmó su pasión por la investigación sobre los anillos de los árboles.
Terminó su tesis doctoral en 2011, titulada Reconstrucciones climáticas del último milenio basadas en anillos de crecimiento en la Península Ibérica: desafíos y puntos fuertes, dirigida por Emilia Gutiérrez Merino y Gerhard Helle, bajo la supervisión conjunta de la Universidad de Barcelona y el Helmholtz Zentrum Potsdam (Alemania), en el marco de un proyecto europeo cuyo objetivo estaba en estimar las variaciones climáticas en Europa durante el último milenio, utilizando sub-sustitutos climáticos como los anillos de los árboles.
Como postdoctoranda, se trasladó a la Universidad Técnica de Munich donde estuvo casi tres años y más tarde se incorporó al Centro de Investigación Forestal, CIFOR-INIA (España) para ampliar sus conocimientos y su trabajo sobre los impactos del calentamiento global en los bosques de especies arbóreas templadas y boreales. Los resultados de esos proyectos demostraron que los bosques de las zonas propensas a la sequía, como la cuenca del Mediterráneo, corren un mayor riesgo de mortalidad en un clima más cálido y seco.
En 2018 obtuvo la Beca para Jóvenes Líderes Postdoctorales de la Caixa, realizano su investigación sobre la Evaluación integrada de los futuros efectos del cambio climático en el crecimiento de los bosques de retaguardia en el Mediterráneo .en la Universidad Politécnica de Madrid.
Se dedica a la ecología forestal, en el campo de la adaptación de bosques al cambio climático. Gracias a las ayudas de la Caixa pudo trabajar en la modelización de bosques bajo diferentes escenarios de cambio climático, para saber realmente qué probabilidades hay de que unas especies sobrevivan y otras no, y qué actuaciones se pueden llevar a cabo para preservar la cobertura forestal, fundamental en la lucha contra el cambio climático.
Con motivo del Día Internacional de la Mujer y la Niña en la Ciencia del año 2020, Isabel Dorado y la arqueóloga Helena Domínguez participaron en varias actividades y entrevistas para contar los principales retos a los tuvieron que hacer frente para desarrollar su carrera como científicas. En el caso de Dorado, la ecología forestal, según ella cuenta "es un mundo dominado fundamentalmente por ingenieros de montes, que son casi todos hombres" y "Conforme una va avanzando en la carrera investigadora, ya puede luchar para cambiar eso; pero los roles de género aún perduran". De hecho, destacó que "Uno de los problemas fundamentales al que nos enfrentamos es el de la invisibilidad: tú estás ahí, tienes un currículum muy bueno, todo el mundo te dice que eres muy buena, pero cuando sale una oportunidad, el perfil que les viene a la cabeza suele ser el de un hombre.Tras 15 años de investigaciones, considera que en 2020 todavía se necesita mayor estabilidad profesional en el campo de la investigación científica.
Ha realizado numerosas publicaciones, tanto en obras colectivas como personales.

## Premios y reconocimientos
- 2018ː Programa de Becas para Jóvenes Líderes Postdoctorales de "la Caixa".